# أليس رييس
أليس رييس هي مصممة رقص وفنانة فلبينية، ولدت في 14 أكتوبر 1955 في مانيلا في الفلبين.